# Rhinoptera jayakari
Rhinoptera jayakari är en rockeart som beskrevs av George Albert Boulenger 1895. Rhinoptera jayakari ingår i släktet Rhinoptera och familjen örnrockor. Inga underarter finns listade i Catalogue of Life.